# Тинівка бліда
Тинівка бліда (Prunella fulvescens) — вид горобцеподібних птахів родини тинівкових (Prunellidae).

## Поширення
Вид поширений в горах Центральної Азії: від Тянь-Шаню в Монголії до Гімалаїв на півдні (відсутній на Тибетському плато).

## Опис
Птах завдовжки 14-15 см, вагою 16-22 г. Верх голови коричнево-бурий. Шия, спина і хвіст сірувато-бурі з нечіткими плямами на шиї і спині. Брова біла, вуздечка і криючі вух чорні. Нижня частина тіла вохриста. Ноги жовті, дзьоб чорний, очі коричневі.

## Спосіб життя
Населяє субальпійський пояс високогір'я з чагарниковими заростями та альпійські луки. Влітку живиться комахами, взимку насінням. Гніздиться окремими парами на відстані 100—300 метрів один від одного. Самці починають співати в середині-кінці березня. Гніздо будує в основному в чагарниках на висоті до 5 метрів від землі. Гніздо з тонких гілочок, сухої трави і моху. У гнізді 3-6 яєць. Інкубація триває 10-12 днів; насиджує виключно самиця. Обоє батьків вигодовують пташенят, які оперяються на 10-15 день, в середині червня — середині серпня. За сезон буває дві кладки.